# Ageroute
L'Ageroute est une société d'État chargée de l’exploitation, du suivi et de l'entretien du réseau routier et autoroutier ivoirien. Elle fut créée par le texte de loi no 97-519 du 4 septembre 1997 et placée sous la tutelle du ministère des Infrastructures économiques.

## Historique
L'Agence de gestion des routes (Ageroute) de Côte d'Ivoire est mise en place à la suite de la récession économique des années 1980-1990. Cette récession avait entraîné une réduction significative des dotations budgétaires publiques pour l'entretien des infrastructures routières, conduisant à une dégradation notable du réseau. Cependant, l'Ageroute vient après l'échec d'un premier Programme d'Investissement et d'Ajustement du Secteur des Transports de la Côte d'Ivoire (CI-PAST), mis en place en 1998 pour revitaliser le réseau routier.
Elle est complétée par le Fond d'entretien routier, créé au même moment pour financer les travaux de l'Ageroute.

## Missions

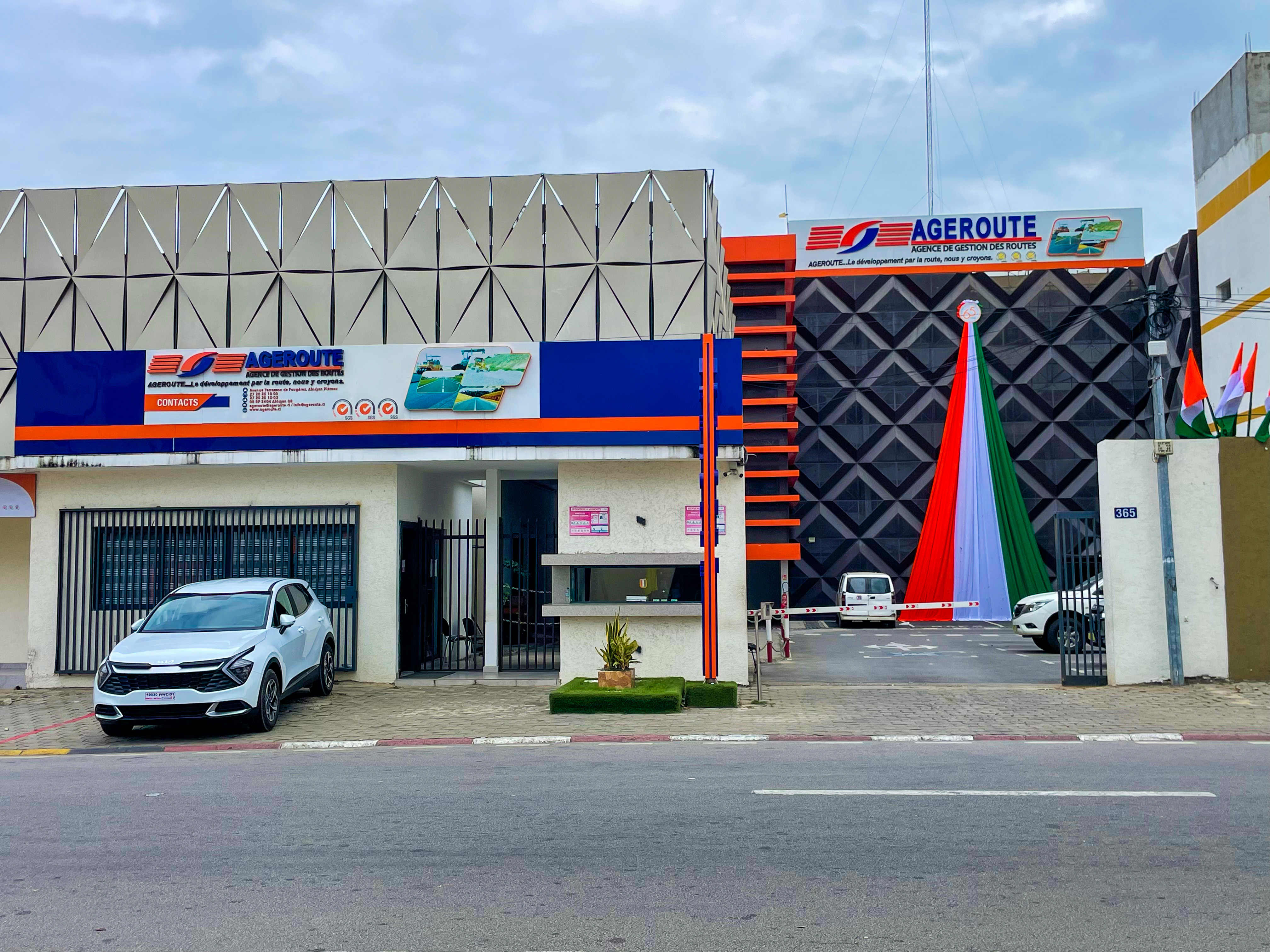
Siège de l'AGEROUTE

L'Ageroute a pour rôle d'effectuer un suivi de l'ensemble du réseau routier, de gérer la création de nouvelles infrastructures et d'entretenir celles existantes et leur signalétique. C'est également l'Ageroute qui élabore les appels d'offres, qui pilote et contrôle l'exécution des travaux, et établit les statistiques sur l'exploitation du réseau routier.
Actuellement, l'Ageroute a à sa charge la majeure partie du réseau routier ivoirien en dehors des villes et villages. En revanche, les rues et les petites artères sont à la charge de la municipalité locale ou de la commune.

## Réseau
- Infrastructures routières : Le rond-point de la mairie d’Abobo ouvert à la circulation le 10 janvier 2024[2]
- Travaux de construction de l'échangeur du carrefour Macaci et mise en service, le lundi 23 octobre 2023[3].
- Le pont de la rivière Kan sur le projet de construction de l’autoroute Yamoussoukro-Tiébissou-Bouaké[4]
- Pont de Guiglo[5]
- Échangeur du carrefour de l’école de police[6]
- Carrefour de la Riviera 3[7]
- Carrefour de la Riviera Palmeraie[8]
- Le pont Henri-Konan-Bédié à Abidjan, ouvert en 2014. Il relie les communes de Cocody et Marcory. La construction du pont est accompagnée de celle de deux échangeurs d'accès : l'un sur le boulevard Valéry-Giscard-d'Estaing, l'autre sur le boulevard François Mitterrand[9].

 (novembre 2019).
- Le prolongement de l'autoroute du nord, entre Abidjan et Yamoussoukro. Si la section Abidjan - Singrobo a été achevée en 1982, la section Singrobo - Yamoussoukro n'est en chantier que depuis décembre 2007 et inaugurée le 11 décembre 2013[10].
- Le bitumage de l'axe Boundiali-Tingrela allant jusqu'à la frontière avec le Mali[11].
- L'autoroute Yamoussoukro-Bouaké, section Yamoussoukro-Tiébissou, qui est une partie de l'autoroute Yamoussoukro-Ouagadougou[12]
- Le pont Philippe Grégoire Yacé : une infrastructure qui vient combler une attente de plus de six décennies[13]
- Voie express Abidjan-Grand-Bassam : L'achèvement du projet d'autoroute en Côte d'Ivoire a amélioré les échanges entre Abidjan et la région sud-est du pays, ainsi que le commerce international avec les pays frontaliers comme le Ghana. Le projet a été ouvert à la circulation en septembre 2015[14].
- La route du pont Comoé - Abengourou - Agnibilekro : Le renforcement de la route de l'est, tronçon Comoé - Abengourou - Agnibilékro, qui a été inauguré le 3 décembre 2016 par le Président de la République Alassane Ouattara, a apporté un soulagement aux usagers et aux populations qui souffraient depuis longtemps de la précarité de cet axe[15],[16].
- Échangeur de la Riviera 2 : Le carrefour Riviera 2 a été amélioré, ce qui a permis de supprimer les embouteillages qui causaient auparavant de la frustration aux automobilistes, aux piétons et aux riverains. Le vendredi 26 septembre 2014, l'échangeur de la Riviera 2 dans la commune de Cocody a été officiellement ouvert à la circulation[17],[18]
- Route Boundiali - Tengrela - frontière du Mali : Le Président de la République Alassane Ouattara a procédé à l'inauguration de la route Boundiali -Tengrela - Frontière Mali le 8 décembre 2016. Cette route d'une longueur de 124 km, relie le port de San Pedro à la République du Mali en passant par les villes de Daloa, Séguela, Kani, Boundiali et Tengrela[19].
- Nouveau pont de Bouaflé sur le fleuve marahoué permettant de réhabiliter l'ancien pont construit en 1953 : Le nouveau pont de Bouaflé a été ouvert à la circulation depuis le 13 janvier 2015[20],[21].
- Voie express Mohammed-VI (Route Abobo-Anyama) : Le 11 avril 2015 à Abidjan, la voie express Abobo - Anyama est inaugurée par le président Alassane Ouattara, baptisée du nom du roi du Maroc, Mohammed VI[22],[23].